# Keichousaurus
Genre
Keichousaurus est un genre éteint de reptiles marins de la famille des Pachypleurosauridae. Il a vécu au cours du Trias moyen (Ladinien), il y a environ entre 242 et 237 Ma (millions d'années).

## Description

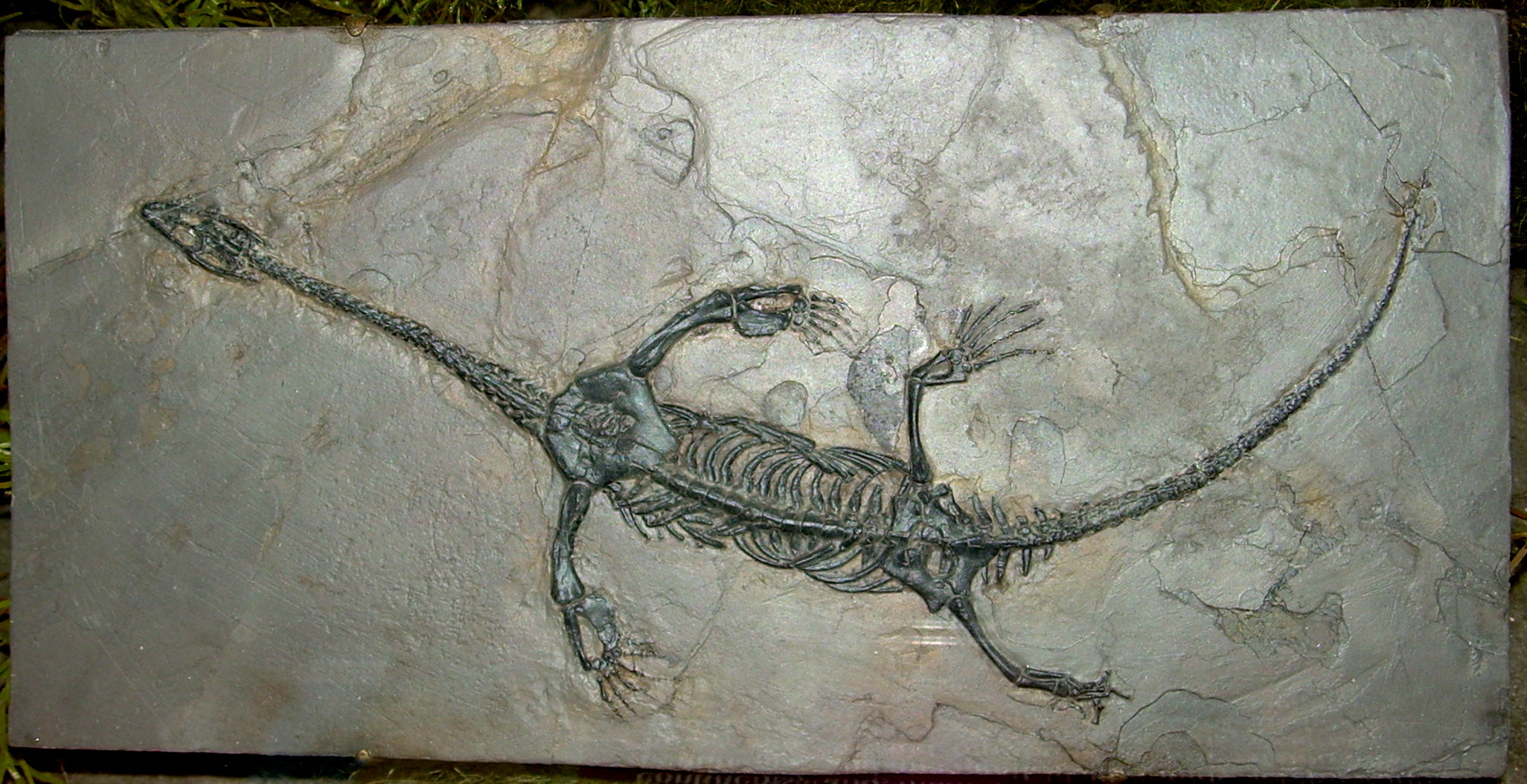
Keichousaurus hui

Cet animal aquatique est de nos jours retrouvé fossilisé en majeure partie en Chine, plus spécialement dans la province du Guizhou.